# HD 172594
HD 172594，又名BD-14 5156，SAO 161730、HR 7014，是一颗恒星，视星等为6.42，位于銀經18.85，銀緯-4.48，其B1900.0坐标为赤經18h 36m 0.7s，赤緯-14° -4.48′ 30″。